# Pettoranello del Molise
Pettoranello del Molise là một đô thị ở tỉnh Isernia trong vùng Molise, có cự ly khoảng 30 km về phía tây của Campobasso và khoảng 6 km về phía đông nam của Isernia. Tại thời điểm ngày 31 tháng 12 năm 2004, đô thị này có dân số 470 và diện tích là 15,5 km².
Pettoranello del Molise giáp các đô thị: Carpinone, Castelpetroso, Castelpizzuto, Isernia, Longano.